# لونا بشارة
لونا بشارة (15 ديسمبر 1994 -) ممثلة فلسطينية، ولدت في الناصرة في فلسطين لأسرة مسيحية، وهي أخت الفنانة سحر بشارة. تتدرس صناعة الأفلام في الأردن.

## أعمالها
- رعود المزن - مسلسل بدوي، قامت بتمثيل دور الريم
- ورق الورد
- موج أزرق
- حنايا الغيث - قامت بدور حنايا إلى جانب الفنان منذر رياحنة، وهو مسلسل بدوي عرض في رمضان 2015 على قنوات mbc دراما والأردن والكويت والشارقة.
- العقاب والعفراء: 2017
- الدمعة الحمراء 2016
- حكاية لونا 2025
- آسر 2025
- ذياب هباب الريح
- ثمن الجديلة
- تل السنديان
- الحنين إلى الرمال
- المشراف
- فتنة
- العيدروس
- شارع طلال
- مامجي